# Proprioseiopsis cephaeli
Proprioseiopsis cephaeli är en spindeldjursart som först beskrevs av De Leon 1967.  Proprioseiopsis cephaeli ingår i släktet Proprioseiopsis och familjen Phytoseiidae. Inga underarter finns listade i Catalogue of Life.